# Noard
De Noard is een van de oudste straten van Workum. Hij is het verlengde van de Súd en wordt daarvan gescheiden door de Merk, het grote stadsplein. De Noard en de Súd liepen langs de Wymerts, een gegraven waterweg die de haven van Workum met de Friese binnenmeren verbond. Deze werd in 1785 gedempt. Er waren veel bedrijfjes langs de Wymerts gevestigd. 

## Bekende gebouwen
Veel panden zijn uit de 17de eeuw en hebben hooguit een benedenverdieping met een zolder. Lopend van de Merk naar de haven zijn de even huisnummers aan de rechterkant.
- 6: Het Jopie Huisman Museum
- 100: De Vermaning, doopsgezinde schuilkerk uit 1695, aanbouw uit 1880[1]
- 175: Sint-Werenfriduskerk  uit 1877
- 200: St Ludgerusschool, voormalige RK basisschool uit 1907. Nu de locatie van Stichting Hotel de Hoop op de eerste verdieping de Bed & Breakfast de Hoop.

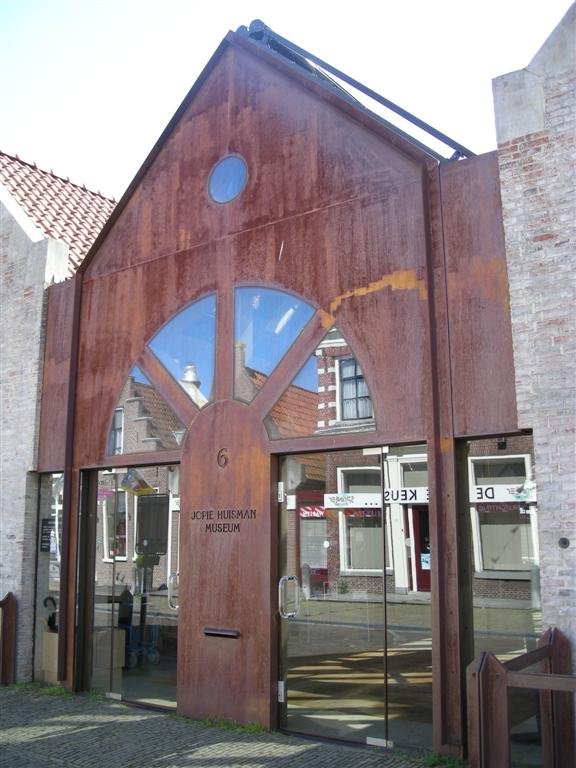
6: Jopie Huisman Museum
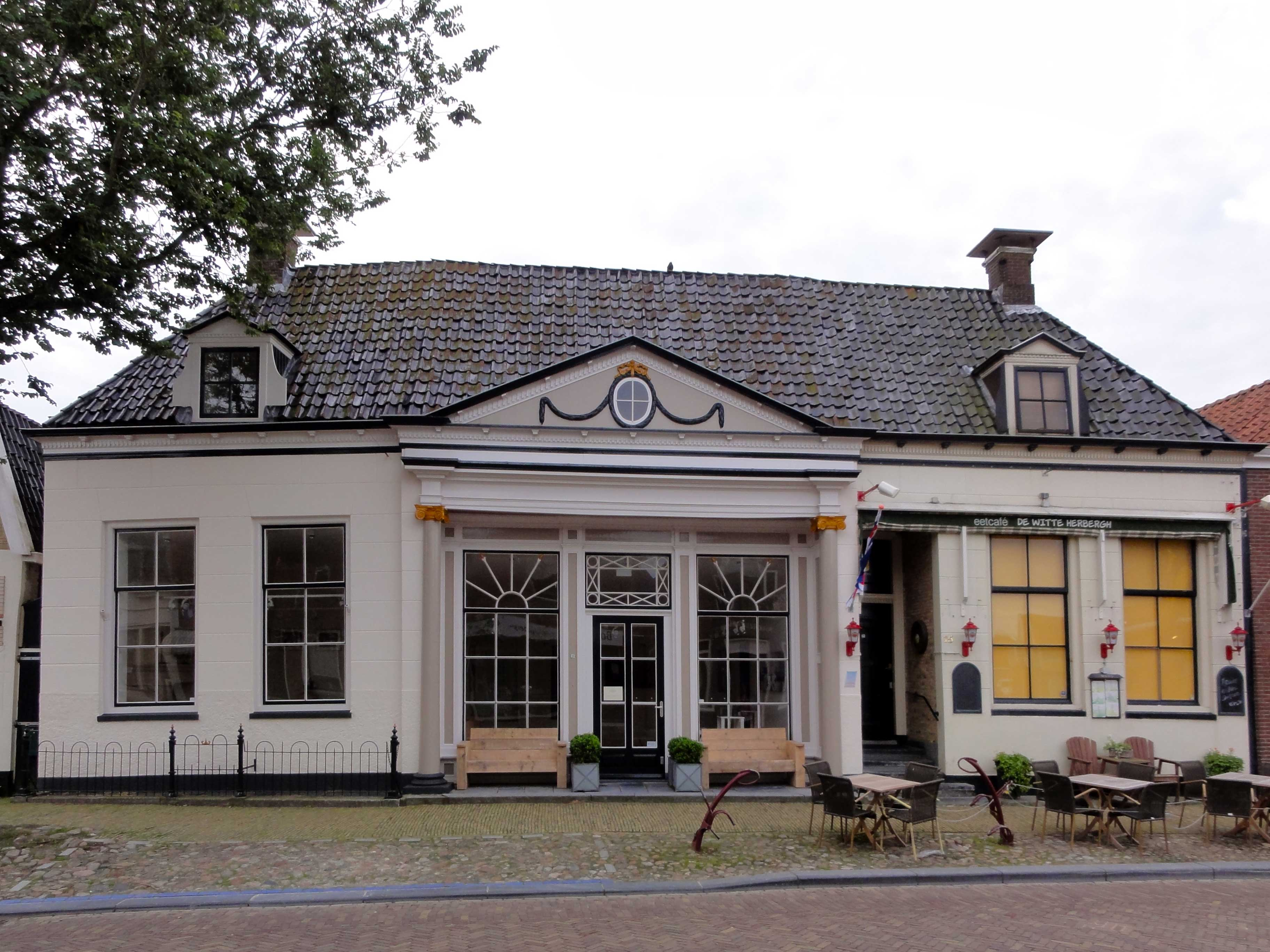
13-15: De witte herberg
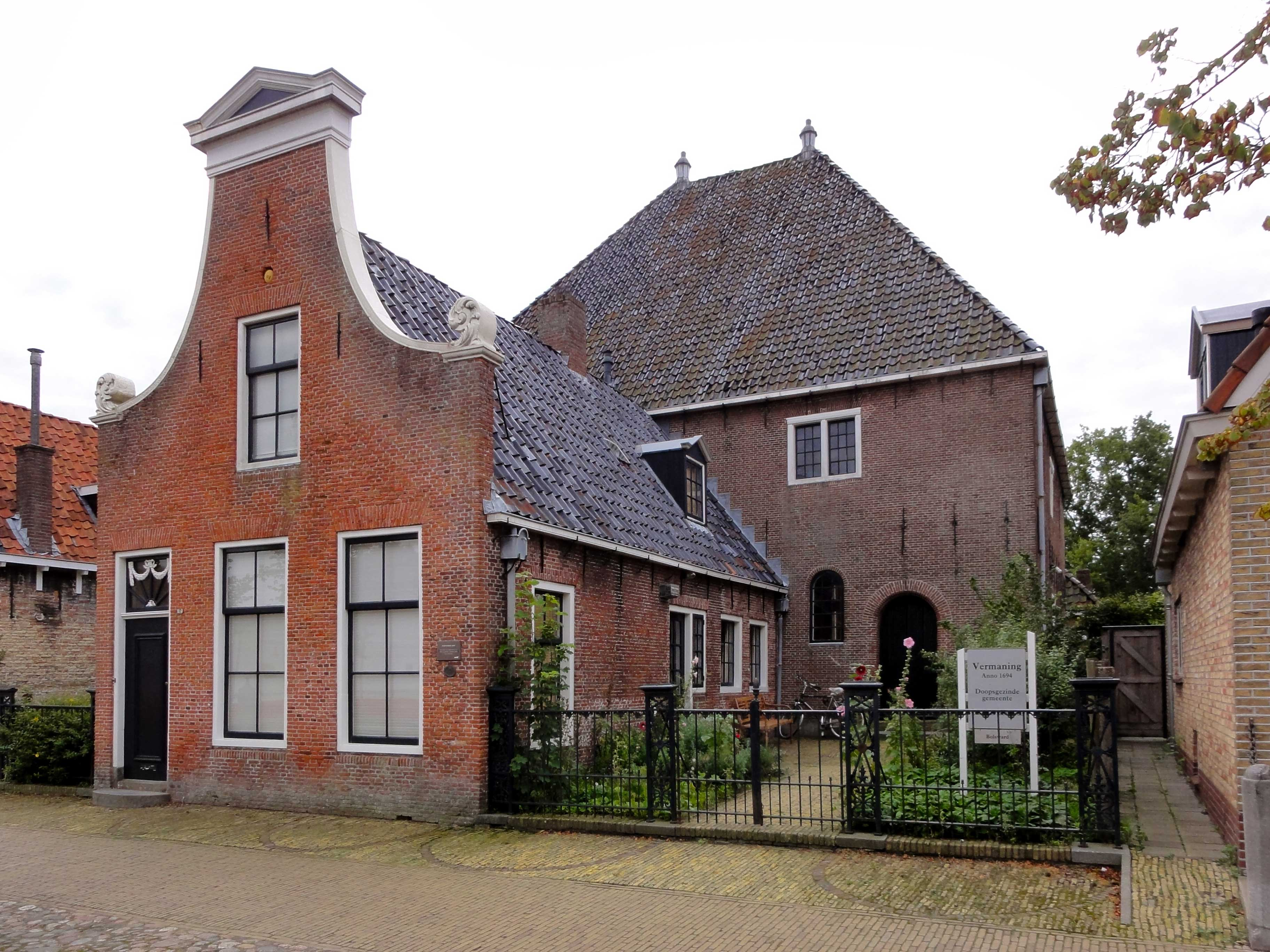
100-102: De Vermaning
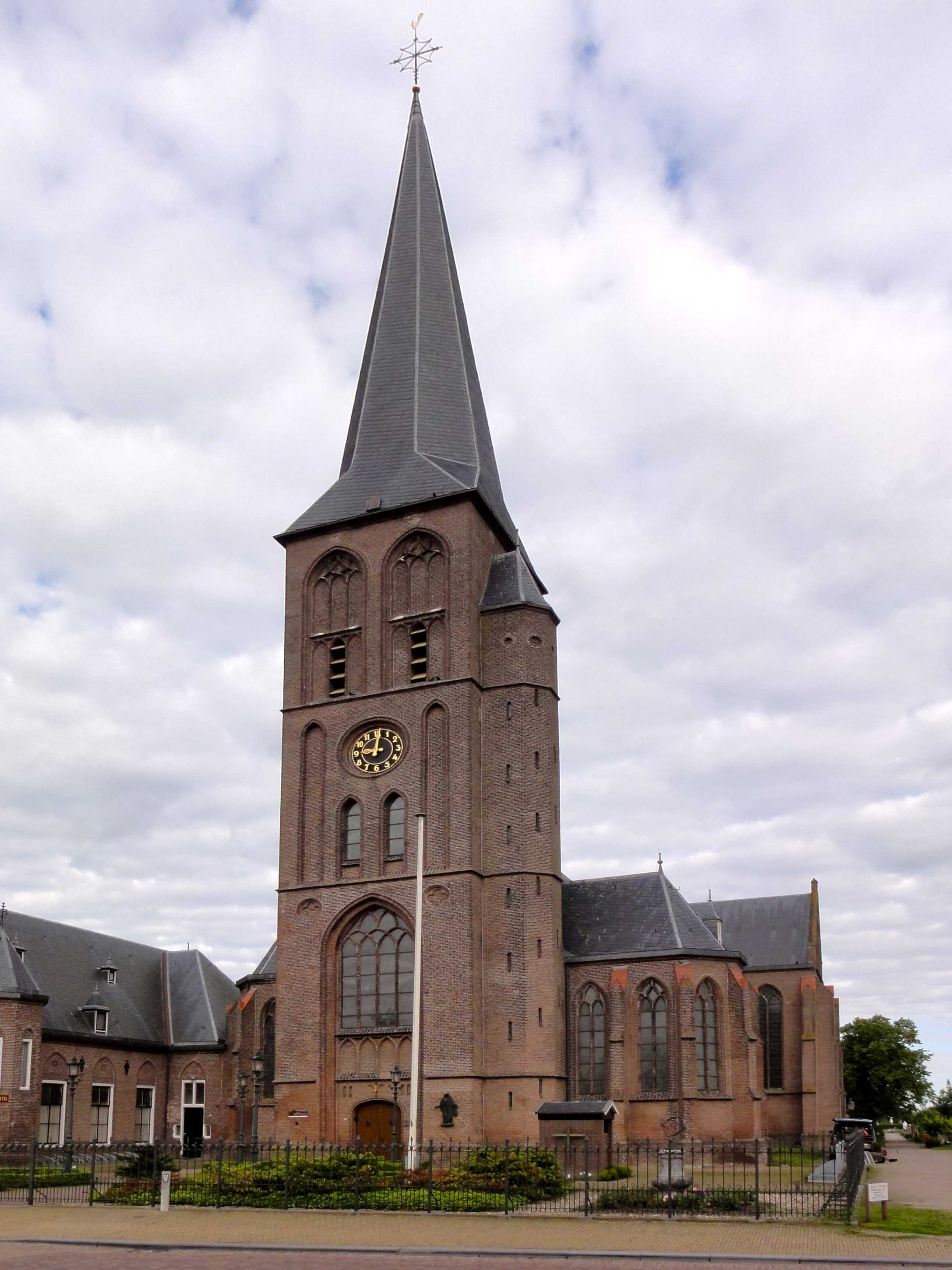
175: Sint-Werenfriduskerk